# USS Endurance (ARDM-3)
L' USS Endurance (ARD-18/ARDM-3), était à l'origine un quai de réparation auxiliaire, un type de cale sèche flottante auxiliaire non automotrice de l'US Navy à la fin de la Seconde guerre mondiale,.

## Historique
Construite en 1943 par la Pacific Bridge Company (en) à Alameda en Californie, 'ARD-18 a été mise en service en février  1944.

### Service dans le Pacifique
Pendant la Seconde Guerre mondiale, l'USS ARD-18 a été affecté au théâtre Asie-Pacifique et a entretenu des navires à Guadalcanal et Ulithi. Il a été mis hors service le 1er juillet 1949.

### Reconversion
Après la guerre, la cale sèche flottante ARD-18 a été envoyée au chantier de Norfolk Shipbuilding & Drydock Corp. v. Garris (en), vers 1967-1968 et a été allongée en ajoutant une section médiane de 30 m ainsi qu'un pont supplémentaire au-dessus de la grue la plus élevée. Redésignée comme Medium Auxiliary Repair Dry Dock, elle a pris le nom de  Endurance (ARDM-3), et a servi jusqu'à sa retraite en 1995. Elle a été rayée du Naval Vessel Register le 31 juillet 1995.

## Liste de la classe ARDM-1
| Nom            | N° coque | Statut                            | Note  |
| -------------- | -------- | --------------------------------- | ----- |
| USS Oak Ridge  | ARDM-1   | Hors service                      | [ 3 ] |
| USS Alamogordo | ARDM-2   | BAE Rio Orellana (DF-83) Équateur | [ 4 ] |
| USS Endurance  | ARDM-3   | Hors service                      | [ 5 ] |
| Shippingport   | ARDM-4   | En service                        | [ 6 ] |
| Arco           | ARDM-5   | En service                        | [ 7 ] |

## Décoration
- American Campaign Medal
- Asiatic-Pacific Campaign Medal
- World War II Victory Medal

### Liens connexes
- Liste des navires auxiliaires de l'United States Navy
- Théâtre du Pacifique de la Seconde Guerre mondiale